# 小田急1700形電車
小田急1700形電車（おだきゅう1700がたでんしゃ）は、小田急電鉄がかつて保有していた特急用車両である。

## 概要
本格的な特急専用車両として1951年に2本（以降、第1編成、第2編成と呼称する）、1952年に1本（以降、第3編成と呼称する）の3両編成×計3本が導入された。新宿 - 箱根湯本・片瀬江ノ島間の特急列車として運行され、特急ロマンスカーの地位を不動のものにした車両とされている。装備はこれまでの小田急にはないもので、「走る喫茶室」も進化させて設置、側窓は眺望性に優れる幅広のもの、座席は転換クロスシートとなった。一方で当時の世相や小田急の財政状況を反映して、初期投資を抑えるため第1編成および第2編成は戦災・事故等で損傷した国電の復旧名義となっているが、第3編成は新造となっている。
導入時の各編成の車号、旧番号（第1編成、第2編成）は以下の通り。
- 第1編成：1701（旧国鉄モハ30067） - 1751（旧国鉄モハ63168[注釈 3]） - 1702（旧国鉄モハ32011[注釈 4]）
- 第2編成：1703（旧国鉄モハ43005[注釈 5]） - 1752（初代・旧国鉄モハ63082[注釈 6]） - 1704（旧国鉄モハ43037[注釈 7]）
- 第3編成：1705 - 1753(初代) - 1706

3000形SE車が3編成導入された後に通勤車両に改造され、中間車3両を増備の上3扉ロングシート4両編成×3本に変更された。1974年11月に主電動機を4000形に転用し、全車両が廃車となった。
制御装置から趣味者の間および会社内部において、1600形、1900形、2100形とともにABF車と呼称されていた。

## 導入の経緯
1948年10月に1600形により再開された「週末温泉特急」は予想を上回る好成績となったため、1949年8月にはセミクロスシートを装備した1910形（2000形）を増備した。1950年8月1日からは箱根登山電車箱根湯本駅への乗り入れが開始され、これによって特急の利用者はさらに増加したが、特急券が入手できないという乗客からの苦情も多くなっていた。
このため、小田急では特急用の車両を増備することで対応することになったが、1910形（2000形）を増備する案と新形式の特急専用車両を導入する案の2案が検討された。それまでの思想では、1910形（2000形）のように通勤ラッシュ時にも使用できる車両とすることとなるが、その場合、料金を徴収する特急でありながらロングシートがあるなど、中途半端な装備となることから、営業部門からは特急専用車を望む声が強かった。一方で特急券が入手できないというのは土曜・休日のことで、平日は空いていたことから、平日のラッシュ輸送に使用できない特急専用車を持つ余裕はない、という意見も強かった。
検討の結果、将来性を考えて特急専用車を導入するが、極力初期投資を少なくすることとして以下の通り基本条件が定められた。
- MTMの3両1編成とする。
- 座席数は極力多くする。
- 内外装、接客設備は特急車にふさわしいものとする。
- 極端に華美になったり、過剰サービスとならないようにする。
- 製作費を低減のため、台枠は日本国有鉄道（国鉄）の戦災復旧車や事故焼失車のものを流用する。
- 同じく製作費低減のため、KS-33-L台車とMB-146-CF主電動機を1600形から流用し、1600形にはTR25台車とMT7-10主電動機を充当する。
- 中間の付随車は箱根登山鉄道線の条件が良ければ全長20m級とする。
- 両端の制御電動車は軸重および主電動機出力の関係から全長20m級とはしない。
- 1910形（2000形）同様のトイレ、喫茶カウンターを設置する。
- 座席は転換クロスシートとする。
- 客室窓は広幅のものとする。
- その他1910形（2000形）の思想を尊重する。

## 車両概説
1910形と同様、制御電動車のデハ1700形と付随車のサハ1750形によるMcTMcの3両固定編成とした。

### 車体
車両構造は国鉄モハ42形や参宮急行電鉄2200系を参考にしたが、当時の特急は途中小田原駅のみ停車であり、扉は少なくても問題ないと判断されたことから、定員を確保するため客用扉は両端のデハ1700形に1箇所設置されるのみで編成全体で片側2箇所とした。なお、中間のサハ1750形は当初扉を設けない予定であったが、監督官庁の指導により非常扉を1箇所設置することとなった。
車体長はデハ1700形が軸重や主電動機出力の関係で16870mm、サハ1750形が20000mmで、車体幅は戦災国電の復旧車のため2800mmと地方鉄道の車両限界を超えるサイズで特認とした。また、定員増を図るため、客用扉はデハ1700形に幅1100mmのものを片側1箇所とサハ1750形に550mm幅の非常扉1箇所のみとしており、乗降デッキは設けられずに扉を入ると直接客室となっていた。また、側窓は幅1100mm、高さ850mmの大きなもので眺望を確保したが、間柱の幅の250mmと合わせて1350mmピッチで、シートピッチとは合わず、座席3列に対して窓2枚となった。窓と扉の配置はデハ1700形がd9(1)D（d：乗務員扉または非常扉、D：客用扉、数字：窓数、(数字)：戸袋窓数）、サハ1750形が14d（車端または車端から2箇所目の窓は550mmの狭幅）。塗装は腰部と上部および屋根肩部が青色、窓周りが黄色の旧特急色であった。
正面は1910形（2000形）同様の貫通型で上部左右に当時の小田急の車両標準の外付け式の標識灯（赤・白・紫の3色の表示可能なもの）を装備していたが、1910形（2000形）や後の2100形-2400形より丸みを帯びた国電の半流線型車に近い形状で、正面上部には前照灯が半埋め込み式とされ、その下部左右に汽笛が装備された。
連結器は、デハ1700形の編成端側は従来の1600形や1900・1910形（2000形）と同じ柴田式自動連結器であったが、デハ1700形とサハ1750形の間は1800形の編成中間に引続き柴田式密着連結器が装備された。

### 内装
内装は壁面が桜材などにニス塗りで天井が白色の化粧板であり、座席は転換クロスシートをピッチ900mmで配置した。室内灯は、国鉄マイネ40形などで採用されていた蛍光灯はまだ問題が多いと判断され、白熱灯とされた。窓は2段上昇式で、日除けとしてよろい戸が設けられた。
サハ1750形の海側（下り小田原方面に向かって左側）の車体中央には長さ2200mm、奥行き950mm、高さ950mmのカウンターを持つ喫茶スタンドが設置されており、丸イスが4脚用意されており、カウンター内では炭コンロが使用されていた。また、放送室も2000形に引続き設置され、サハ1750形の海側の小田原寄りに設置されてこの部分の窓外側には保護棒が設置されており、その対角がトイレであった。

### 主要機器
デハ1700形の台車と主電動機は1600形のものを転用し、1600形には国電払い下げのTR25台車に主電動機としてMT7・9・10のいずれかを装着した。従って、制御器、主電動機は1600形と同じ三菱電機製のABFとMB-146-CFの組み合わせであり、歯車比も変更なく2.07であった。
台車はデハ1700形の台車は1600形から転用したイコライザー式鋳鋼台車のKS-33-Lを使用、サハ1750形はサハ1951から転用した中日本重工業製短腕式軸梁式台車のMD-5を使用した。
ブレーキ装置は1900形と同じく元空管式自動空気ブレーキを使用しており、デハ1700形がAMM-R、サハ1750形がATM-Rであった。

### 増備車における変更点
第2編成における変更点は以下の通り。
- デハ1750形の前照灯の設置位置を若干下に変更、前面隅部の屋根上昇降ステップを省略、前面隅部の雨樋飲口の形状を変更[20]。パンタグラフの碍子を横向きのものから縦向きのものに変更[21]。
- サハ1750形の台車を国鉄払い下げのペンシルバニア型軸バネ式台車のTR23に変更[2]。トイレと放送室の位置を入替え、これに伴い窓配置を変更[18]。
- 車体側面中央下部の小田急電鉄の社紋を小田急ロマンスカーのシンボルである「ヤマユリ」のアルミ製エンブレム紋章に変更[2]。

第3編成における変更点は以下の通り
- デハ1750形の正面を幅1130mm、高さ850mmの2枚窓[22]に、標識灯を埋込み式の赤色のみの表示[23]のものに、汽笛を単音のAW-5を2組（計2個）から複音のAAを2組（計4個）に変更[2][24][注釈 12]。
- 各車の車体を張上げ屋根に変更[注釈 13]、また、車体形状は基本的に同一であるが、デハ1750形の正面から屋根にかけての曲線をR475mmから、R400mmから連続する複合曲線に変更[12][22]。なお、車体幅は同じく2800mmであるが、全幅が張上げ屋根化に伴い第1編成、第2編成の2863mm（雨樋両端間）から2840mm（乗務員室手摺間）となっている。
- デハ1700形の運転室と客室との仕切壁の中央の仕切戸を幅680mmの開戸から600mmの引戸に変更し、その左右の窓を各々幅800mmから875mmに拡大[12][22]。
- 各車の室内において、天井を継ぎ目なしの1.6mmアルミニウム板に[25]、荷棚を基部側半分が白色鋼板製、先端側半分がパイプ式のものに[25]変更し、室内灯をアクリルカバー付きの交流蛍光灯[2]を天井中央に連続1列に配置したものに変更して電源としてデハ1700形にCLG-107電動発電機を1基搭載[25]。
- 各車の台車を住友金属工業製のFS-108ゲルリッツ式台車に変更して乗り心地を向上[2]。
- パンタグラフを再度碍子が横向きのものに[20]、通風器を薄型の押込み式2列配置に変更。

## 沿革

### 特急車時
第1編成は東急車輛製造で製造され、保土ケ谷まで輸送されたが、当時の相模鉄道の貨物列車は蒸気機関車が牽引しており、運用の都合で海老名に到着するのは保土ケ谷到着の翌日とされていた。しかし、1日でも早く営業運行を開始したいという小田急の意向から、当日の貨物列車の最後尾に連結し、相模国分駅（当時）で切り離しを行い、そこから自力回送を行なうことで海老名から入線している。
1951年2月に箱根特急として運用を開始し、同年7月には新宿到着後に片瀬江ノ島まで往復する「納涼ビール列車」にも使用された。運用開始時の特急は毎日運行3往復、休前日運行0.5往復、休日運行0.5往復、休前日・休日運行0.5往復が設定され、新宿 - 小田原間を80分で運転するダイヤであり、各列車は以下の通りであった。なお、特急列車はダイヤ改正時に最大運転時の列車を設定し、需要および車両運用に応じて月ごとに運転列車を決定する方式となっており、箱根湯本到着後に折返し上り列車とするまで時間がある場合には一旦足柄に回送して留置していた。
| - 下り - 1（あしがら、毎日）：新宿8:00発→箱根湯本9:35 - 4001（明神、休日）：新宿9:00発→箱根湯本10:35 - 4003（明神、休前日）：新宿13:00発→箱根湯本13:35 - 3（はこね、毎日）：新宿14:00発→箱根湯本15:35 - 5（乙女、毎日）：新宿17:00発→箱根湯本18:35 | - 上り - 2（あしがら、毎日）：箱根湯本10:00発→新宿11:35 - 4002（明神、休前日・休日）：箱根湯本15:00発→新宿16:35 - 4（はこね、毎日）：箱根湯本17:00発→新宿18:35 - 6（乙女、毎日）：箱根湯本19:00発→新宿20:35 |

第1編成の好評を受け、1951年8月には第1編成とほぼ同仕様で、同様に台枠や走行機器などは流用品とした第2編成が日本車輌製造東京支店で製造された。第2編成では小田急ロマンスカーのシンボルである「ヤマユリ」のアルミ製エンブレムが車体中央腰部に取付られ、追って1953年7月に第1編成にも取付けられた。
第2編成の使用開始に伴い座席指定制が開始され、同年10月1日ダイヤ改正では新宿 - 小田原間78分、毎日3往復、休前日0.5往復、休日1.5往復、休前日・休日0.5往復となった。また、1952年7月からは新宿到着後に江ノ島線の片瀬江ノ島まで往復する「納涼ビール列車」にも使用され、1954年からは夏期臨時特急に本形式が使用されるようになり、特急料金が必要となった。これらの列車の列車名は箱根特急が「あしがら」「明神」「乙女」「はこね」「あしのこ」「はつはな」「神山」「金時」、江ノ島線が「かもめ」「ちどり」であった。
しばらくは2編成で運用されており、検査時や増発時には引き続き1910形（2000形）も使用されていたが、設備面の格差が大きいことによる苦情もあった。また、その時期には特急の営業成績も良好であり、1700形の営業的な成功は明確になっていたことから、第3編成は外観が若干変更された完全な新造車両となった。1952年8月の第3編成使用開始により特急を1700形だけで賄うことができるようになり、12月のダイヤ改正では下りのみ新宿 - 小田原間76分、新宿 - 箱根湯本間90分運転となり、翌1953年4月21日の改正ではさらに1往復が増発されており、1953年5月における箱根特急および同年夏季ダイヤにおける江ノ島特急・納涼電車の各列車は以下の通りであった。
| - 箱根特急：下り - 4001（あしのこ、毎日）：新宿7:00発→箱根湯本 - 1（あしがら、毎日）：新宿8:00発→箱根湯本 - 4005（明神、毎日）：新宿9:00発→箱根湯本 - 4007（はつはな、休前日）：新宿12:00発→箱根湯本 - 3（はこね、毎日）：新宿14:00発→箱根湯本 - 4003（神山、休前日）：新宿15:00発→箱根湯本 - 5（乙女、毎日）：新宿16:00発→箱根湯本 | - 箱根特急：上り - 2（あしがら、毎日）：箱根湯本10:00発→新宿 - 4006（明神、毎日）：箱根湯本14:00発→新宿 - 4（はこね、毎日）：箱根湯本16:00発→新宿 - 4002（明神）：箱根湯本17:00発→新宿 - 6（乙女、毎日）：箱根湯本18:00発→新宿 - 4004（明神、毎日）：箱根湯本19:00発→新宿 |

| - 江ノ島特急：下り - 67（かもめ、除休日）：新宿7:00発→片瀬江ノ島 - 83（ちどり、除休日）：新宿10:00発→片瀬江ノ島 | - 江ノ島特急：上り - 68（かもめ、除休日）：片瀬江ノ島16:05発→新宿 - 80（ちどり、除休日）：片瀬江ノ島19:10発→新宿 |

| - 納涼電車：下り - 4051（すずかぜ、毎日）：新宿17:50発→片瀬江ノ島 - 4053（いそかぜ、除休日）：新宿18:50発→片瀬江ノ島 | - 納涼電車：上り - 4052（すずかぜ、除休日）：片瀬江ノ島21:20発→新宿 - 4054（いそかぜ、毎日）：片瀬江ノ島22:00発→新宿 |

その後も特急の利用者数は増加の一途をたどり、さらなる増備が要望されていたため、当時開発・設計が進められていた画期的な高性能新型特急車両の導入が1954年9月11日の常勤役員会において決定されるのと同時に暫定的な特急車両として2300形の導入も決定され、1955年4月1日より本形式とともに特急車として使用された。
列車内のシートサービスの「走る喫茶室」の運営は、1910形（1910形）に引続き、箱根特急は日東紅茶（三井農林）が担当した一方、納涼電車は新宿ライオン（日本麦酒（現サッポロビール）が運営していたビアホール）が担当していた。
1957年7月に3000形SE車が使用開始となり、これが第3編成まで揃った時点で本形式の特急での運用が終了することとなり、同年夏の江ノ島特急の運用が最後となった。
なお、特急列車として使用されていた間の第1編成の改造履歴は以下の通り
- 1952年10月：各車の台車および主電動機を第3編成と同じ、新規に購入されたFS-108台車とMB-146-CF主電動機に変更、もとのKS-33-L台車とMB-146-CF主電動機はデハ1600形に戻され[2]、MD-5台車はサハ2051に戻された[注釈 16][37]。
- 1953年7月：室内灯の蛍光灯化、車体側面の紋章を第2編成以降と同じヤマユリの紋章に変更[2]。

同じく第2編成の改造履歴は以下の通り
- 1953年3月：各車の台車および主電動機を第3編成と同じ、新規に購入されたFS-108台車とMB-146-CF主電動機に変更、もとのKS-33-L台車とMB-146-CF主電動機はデハ1600形に戻され[2]、TR23台車は予備台車とされた[29][注釈 17]。
- 時期不明：室内灯の蛍光灯化[38]。

同じく第3編成の改造履歴は以下の通り
- 1955年頃：標識灯を第1編成、第2編成と同じ外付け式のものに交換、前面窓上部と前面車体裾部に手すりを追加[39]。

### 通勤車時
特急運用から撤退した本形式の活用方法については、特急より少し安い料金で特急の補完をする準特急用の車両として使用する案と、通勤車両に改造する案の2案が検討され、前者の案では増収が期待できたものの、年々急増する通勤輸送への対策を急ぐべきという意見から、本形式は通勤車に改造されることになり、まず1957年7月から9月にかけて東急車輛製造で第1編成の改造が実施されて以降、順次第2、第3編成も改造された。
改造に際しては、当時の通勤車両は全長約17m級、片側3扉ロングシートで偶数両数の編成が基本となっていたことから、各車とも片側3扉に改造したほか、既存のサハ1750形は全長を20,000mmから17,300mmに短縮し、1957年10月に東急車輛製造で製造されたサハ1750形3両を各編成に1両ずつ追加して17m級車体の4両編成に変更された。併せて既存のサハ1750形のサハ1752（初代）はサハ1753（2代）に、サハ1753（初代）はサハ1755に改番され、新造のサハ1750形はサハ1752（2代）・サハ1754・サハ1756となっており、改造後の編成は以下の通りとなっている。
- 第1編成:デハ1701 - サハ1751 - サハ1752(2代・新造) - デハ1702
- 第2編成:デハ1703 - サハ1753 (2代・旧サハ1752) - サハ1754(新造) - デハ1704
- 第3編成:デハ1705 - サハ1755 (旧サハ1753) - サハ1756(新造) - デハ1706

全車が片側3扉化されたが側窓は広幅のままで、扉幅も改造前と同じ1100mmで、窓と扉の配置はデハ1700形がd1D(1))2D(1)2D(1) 、サハ1750形が2D(1)1(1)D2(1)D2（両車端の窓は狭幅）となった。室内は座席がロングシートに変更されたほか、放送室、トイレ、喫茶カウンターを撤去して定員はデハ1700形が127人、サハ1750形が142人となったほか、天井蛍光灯の2列化も実施された。車体色は特急色から当時の一般車標準色である茶色一色となった。なお、当時の茶色は赤味の強い茶色であり、後に2100形が導入された際に濃い茶色に変更された。
新造のサハ1750形は全長16700mmで既存のサハ1750形より600mm短いため、両車端の狭窓の幅も150mm狭い400mmとなっている一方で、全幅は2850mmと若干広くなっている。このほか、定員は137人となり、窓枠が金属製に、台車が川崎車輛OK-17軸梁式台車になっている。また、第3編成に組み込まれたサハ1756は他車に合わせて張上げ屋根で製造されたが、通風器は他の編成と同じく箱型の押込み式1列のものとなっている。また、連結器は編成両端が柴田式自動連結器、デハ1700形とサハ1750形の間が柴田式密着連結器、編成中間のサハ1750形の間が日鋼式小型密着自動連結器であった。
改造後は1700形単独の4両編成のほか、1900形などの2両編成を連結した6両編成で運行されていたが、当時は2両単位で車両検査が行われていたため、変則的な編成として4両編成の1700形を2両に分割したものと1900形などの2両編成を連結した4両編成で運行されることもあった。
なお、通勤車として使用されていた間の各編成の改造履歴は以下の通り
- 時期不明：前照灯脇の汽笛を床下に移設し、開口部を埋めている。
- 1960年：室内に扇風機を設置[46]。
- 1962年：第3編成の前面の貫通化が施工されたが、張上げ屋根はそのままとされた[47]。また、更新改造を実施し、室内のデコラ化、窓のアルミサッシ化[48]、ブレーキ装置の元空管式電磁自動空気ブレーキ（デハ1700形はAMME-R、サハ1750形はATME-R）への改造[49]などを実施。
- 1963年以降：旧特急色が通勤車の標準色となった際、本形式も旧特急色に再度変更された。ただし、特急車時代には雨樋上の屋根肩部まで青塗装であったものが、この際には雨樋のみ青で雨樋上は屋根色とされた。
- 1964年：第1編成と第2編成に第3編成と同様の更新改造により、室内のデコラ化、窓のアルミサッシ化、正面窓のHゴム支持化、正面貫通扉に行先表示器の設置を実施[48]。
- 時期不明：第2編成のパンタグラフを他の編成と同じ碍子が横向きのものに変更[50]。
- 時期不明：新造のサハ1750形の1752 (2代) ・1754・1756のOK-17の軸受を平軸受からころ軸受に改造[51]。
- 1969年：OM-ATSの設置および、前照灯を2400形と同じ2灯（常用1灯、予備1灯）のものへ変更[48]。
- 1969年以降：各編成とも、ケープアイボリーにロイヤルブルーの帯が入る塗装に変更[48]。なお、当初は帯がウインドウシルに半分かかる位置に入れられていたが、後にウインドウシルにかからない位置に下げられている[52]。

1973年の時点では補機は、電動発電機はサハ1750形の奇数車にCLG-107BとCLG-107Cが各1台が、電動空気圧縮機はデハ1700形にAK-3が1台ずつそれぞれ搭載されており、台車形式はFS-108のばね系を見直して心皿荷重の増大に対応したFS-108Aとなっており、これは1900形デハ1900の1911 (2代)-1913 (2代)およびクハ1950の1956-1958（後の1961-1963）が使用していたものと同形式のものであった。

### 廃車
全車とも1974年11月14日に廃車となった。本形式の主電動機は1900・2100形の主電動機とともに、4000形を3両編成から5両編成とするために1975-76年に製造されたデハ4000形4201-4213・4301-4313に転用された。
1900形や2100形と異なり他の私鉄への譲渡はなく廃車後は全車解体されたが、これは車体幅が2800mmであり、地方鉄道法において定められていた最大幅2744mmを超過していたこと、一部は国電の台枠を流用した車両であったためとも推測されている。